# Хонсон (Чхунчхон-Намдо)
Хонсо́н (кор. 홍성군?, 洪城郡?, Hongseong-gun) — уезд в провинции Чхунчхон-Намдо, Южная Корея.